# François Prigent
François Prigent, né le 28 juillet 1911 à Plouénan et mort le 14 septembre 1986 à Plouénan, est un homme politique français. Il est maire de Plouénan pendant 32 ans (1945-1977), conseiller général du canton de Saint-Pol-de-Léon pendant 36 ans (1949-1985), et sénateur du Finistère de 1978 à 1980.

## Biographie
François Prigent est né le 28 juillet 1911 à Plouénan et est décédé le 14 septembre 1989 dans la même commune.
Il est élu maire de Plouénan à 34 ans, sous l’étiquette MRP, pour la première fois le 13 mai 1945 et est réélu jusqu’en 1971 et devient en 1977 le premier adjoint de Jean-Claude Rohel, son successeur, mandat qu'il conserve jusqu'en 1986. En 1977, il est nommé maire honoraire.
Il se présente aux élections cantonales des 20 et 27 mars 1949, sous l’étiquette MRP, et est élu conseiller général avec 40,5 % des voix au niveau du canton et 46,15 % à Saint-Pol-de-Léon. Il est réélu en 1955 avec 90,3 % des voix face au candidat communiste Paugam. De même, il est réélu en 1961 et 1967 toujours dès le premier tour.
Il devient le suppléant d'André Colin (MRP) aux élections sénatoriales et il le remplace le 30 août 1978 après le décès de dernier. Au Sénat, comme André Colin, il intègre le groupe de l'Union centriste des démocrates de progrès.
Il est également candidat aux élections législatives de 1958 et de 1962.

## Détail des fonctions et des mandats

### Mandat parlementaire
- 30 août 1978 - 1er octobre 1980 : Sénateur du Finistère

### Mandat local
- 1949 - 1985 : Conseiller général du canton de Saint-Pol-de-Léon
- 1945 - 1977 : Maire de Plouénan
- 1977 - 1986 : Premier adjoint au maire de Plouénan

## Distinctions et Postérité
- Chevalier de la Légion d'honneur, 1961[1].
- Une place porte son nom à Plouénan.